# Benjamin Disraeli

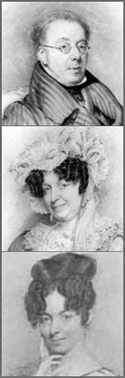
Disraeli apja (Isaac), anyja (Maria) és húga (Sarah).

Benjamin Disraeli, Beaconsfield grófja (London, 1804. december 21. – London, 1881. április 19.) brit konzervatív politikus, író, miniszterelnök. Központi szerepet játszott a modern konzervatív párt létrehozásában. Az egyetlen zsidó származású miniszterelnök.

## Életpályája
Szefárd zsidó családból származott, amely a 15. század végén az üldözés elől Velencébe menekült, innen pedig 1748-ban Angliába költözött. Disraeli mindig büszke volt családjára, amely az első spanyol főnemesi családokkal állott rokonságban; sokat foglalkozott elődjei történetével, és amint életrajzírója, James Anthony Froude megjegyzi, zsidó maradt mindvégig. Apja, Isaac D'Israeli, előkelő helyet foglalt el az angol irodalomban; lemondott a kereskedésről, birtokot vett, és 1817-ben családjával együtt áttért. Fiát a jogi pályára szánta, de ő inkább a társas életnek és az irodalomnak szentelte magát. Első regénye, a Vivian Grey (1826) – amely Anglia előkelő társaságát rajzolja, és melynek hőse, egy szegényebb sorsú ifjú ügyessége, és a főemberek felhasználása által igyekszik előre törni – nagy feltűnést keltett, sok kritikát váltott ki. Disraeli e korban nemcsak írói érdemei, hanem tán még inkább személyisége, élcei, feltűnően keresett ruházata által iparkodott a figyelmet magára vonni, annyira, hogy fiatalsága dacára egyike volt már a társaság legismertebb alakjainak. Keleti utazásai Jeruzsálembe és Egyiptomba bő táplálékot nyújtottak képzelődésének, és ezen időben írt regényei tulajdonképpen mind azt a vágyát mutatják, hogy mint költő, még pedig a nagy forradalom költője, vívja ki magának az első polcot. Contarini Fleming című regénye Goethe dicséretével is büszkélkedhetett.
Hazatérve parlamenti szék után nézett. Mint radikális lépett fel, de elbukott, és csak 1837-ben választották meg konzervatív programmal. Első szónoklata visszhangtalan maradt, de ő kijelentette, hogy majd eljő az idő, amikor szívesen meghallgatják, és szavát be is váltotta. Pártjában, amely nemsokára kormányra jutott (ahova azonban várakozása ellenére nem vették be), és magában a parlamentben is lassanként nagy tekintélyre jutott. Mint vitatkozót már akkor is páratlannak tartották: támadása, élce kíméletlen volt, de csak méltó ellenfelek ellen irányozta. Amikor Peel, a kormány elnöke a gabonavám kezelésében a liberálisokhoz közeledett, Disraeli a régi torykkal különvált a pártvezértől, aki a leglényegesebb kérdésben elhagyta, elárulta pártját. A gabonavámot eltörölték ugyan, a toryk kisebbségbe kerültek, de azért elég erősek voltak nemsokára Peelt megbuktatni. Ez időben Lord George Bentinck volt vezérük, és ennek halála után Disraelit ismerték el a konzervatív párt fejéül. E fényes állását nemcsak parlamenti sikereinek köszönhette, hanem elsősorban a műveiben kifejezett eszméknek. Ekkori regényeiben, Sybil-ben és Coningsby-ben már egészen a politikai célzat uralkodik. Azon szabadelvű áramlattal szemben, amely a forradalom óta ellenállhatatlanul tört előre és magában Angliában is 1832 óta egyre nagyobb változtatásokat tett az ősi alkotmányon, Disraeli Angliát csak úgy látta biztosítva, ha a konzervatív elemek, a trón, az egyház, a nemesség, kilépve eddigi tétlenségükből, maguk munkálják a nemzet elnyomott, ínséges osztályainak javát. Régi radikalizmusa ily módon egyesült a történeti tényezők tiszteletével. A főnemesség, melynek ő fényes jövőt jósolt, az állami egyház, melynek hivatását a materializmussal és a szektákkal szemben annyira kiemelte, nagyon hálásak voltak neki, bár származása és elvei miatt soha sem szűntek meg benne idegent látni.
A parlamenti vita „vörös indiánusa” először 1852 elején küzdötte ki magának a miniszteri posztot. De mint pénzügyminiszter nem volt szerencsés és nagy ellenfelének, William Gladstone-nak a támadása már az év végén megbuktatta a kormányt. Másodszor 1858-ban jutott kormányra a konzervatív párt és vele Disraeli is, de csak rövid időre. Legnevezetesebb intézkedése akkor Indiának a koronával való egyesítése volt. Miután 1866-ban megbukott a liberális kormány, Disraeli maga vitte keresztül a választási reformot, mely számos városi és vidéki lakosnak adta meg a választási jogosultságot. A történeti alkotmány hívei annyira rettegtek e választástól, hogy a kormány eljárását „a sötétbe való ugrásnak” nevezték. Mind a három esetben Disraeli Edward Smith-Stanley, Derby 14. grófja alatt szolgált; midőn ez 1868 elején visszalépett, maga állott a kormány élére, s ezt úgy az ország, mint a parlament, s maga is, törekvéseinek természetes betetőzéseként, megelégedéssel fogadta. Legfőbb tette az abesszíniai háború gyors és győzelmes elintézése volt. William Gladstone indítványa az ír állami egyház kérdésében többséget nyert. A parlamentet feloszlatták, az újban olyan határozott többsége volt Gladstone-nak, hogy Disraeli még annak összeülése előtt visszalépett. Mint az ellenzék vezére sem szűnt meg a nagy politikai kérdésekkel foglalkozni, s emellett időt nyert régóta abbahagyott irodalmi tevékenységének folytatására is. Ez időben (1870) jelent meg Lothair című regénye, amelyet az előkelő társadalom művészi rajza, valamint a benne fejtegetett eszmék miatt Disraeli legkiválóbb műveként tartottak számon. Hőse, egy éppen nagykorúságra jutó ifjú főúr, a katolikus világnézet és a forradalmi elvek küzdelmei közt hánykolódik, amíg a lelke az angol hitben nem talál megnyugvást.
Lassanként elapadt az a reformokra törekvő áramlat, mely Gladstone-t uralomra segítette és abban megtartotta. A szabadelvű kormányt Disraeli e stádiumban kiégett vulkánok hegysorozatához hasonlította. Nagyon jól belátta, hogy a liberálisok annyira el vannak foglalva a belügyek rendezésével, hogy amellett a birodalom külső hatalmának és tekintélyének megóvását elhanyagolják, és ellentétbe jutnak az egyik legerősebb történeti és nemzeti hagyománnyal. Amikor az 1874-es választások többsége ismét őt juttatta uralomra, ügyességének és erejének egész teljességét a külügyekre fordította. Célja az „Imperial policy” volt, vagyis a világ minden részében, ahol csak angol zászlók lobogtak, az angol politikai érdekek teljes érvényesítése. E célt szolgálta 1874-ben a Fidzsi szigetcsoport elfoglalása az ausztrál szigettengerben és elsősorban az indiai viszonyok erős kézben tartása. Mint keleten sokat járt ember jól tudta, milyen hatást gyakorol a képzelet, a fény és a ragyogás az ottani népekre. A walesi herceg utazása Indiában 1875-ben, s még inkább az, hogy Viktória királynő az indiai császárnői címet 1876-ban felvette, megmutatták, hogy a brit birodalom valóban világbirodalom akar lenni, és nem szorítkozik csupán a szigetekre. Rendkívül ügyesen használta fel az egyiptomi alkirály pénzügyi zavarát a szuezi csatorna részvényeinek (40.000) megvásárlására, és a brit befolyás megszilárdítására a világforgalom ezen első rangú pontján (1875 végén). Még belügyi kérdésekben is a hatalmi szempont volt a fő: az angol katonaság reformja akkor, 1896-ban ment végbe. Még nagyobb működést fejtett ki Disraeli − akit a királynő 1876-ban felruházott a Disraeli grófi (earl) címmel −, a keleti kérdés megoldása körül. Határozottan török-párti volt, és minden előkészületet megtett az orosz háborúra, amire azonban szövetségest nem talált. E politikájával még kormányának több tagja is ellenszenvezett, de azért Gladstone minden ellenagitációja dacára sem tért el tőle. Amikor az oroszok Konstantinápolyhoz közeledtek, indiai csapatokat indított Máltába, az angol flottát Konstantinápoly elé küldte, így nagy része volt abban, hogy az orosz sereg nem vonult be Isztambulba és hogy az orosz kormány kénytelen volt a San Stefánó-i békében kivívott feltételeket Európa szentesítése elé terjeszteni. A berlini kongresszuson is részt vett: ő indítványozta Bosznia megszállását Ausztria-Magyarország által, és Andrássyval együtt a legtöbbet tette az orosz követelések visszaszorítására. Már a kongresszus előtt (június 4.) külön szerződésre bírta a szultánt, amelyben a szultán Ciprus szigetének uralmát átengedte Angliának, mely viszont Kis-Ázsiát biztosította részére. Disraeli ekkor állt tekintélyének és népszerűségének a tetőpontján, hazájában ünnepélyesen fogadták, és London városa díszpolgárrá választotta. Ekkor mondta ki büszkén a nagy római történetíróra hivatkozva, hogy Anglia feladata az uralmat és a szabadságot egyesíteni. A következő év eseményei, az afgán háború, és a zuluk elleni harc szerencsés befejezése, még inkább megerősítették tekintélyét. Ám amikor népszerűségében bízva, 1880 márciusban feloszlatta a parlamentet, a választásokon a pártja kisebbségbe került. Mint az ellenzék vezére is erélyesen küzdött politikája érdekében. Utolsó regényét ez időben bocsátotta közre, az Endymion címűt, amelyben egy szegény ifjú sikeres karrierjét rajzolja meg, nem annyira érdemei, mint inkább társadalmi összeköttetései révén. Bár ebben már nagyon csekély az invenció, a főnemesi és politikai élet rajza itt is figyelemre méltó. E folytonos tevékenysége közepette rövid betegség után érte utol a halál.

## Emlékezete
Birtokán, Hughenden Manorban van eltemetve. A parlament emléket állíttatott neki a westminsteri apátságban. A konzervatív párt mai napig is nagy tiszteletben tartja újjászervezőjének emlékét, és halála napján minden évben megkoszorúzzák a szobrát. Disraeli kedvenc virága, a tavaszi kankalin pártjelvényül szolgál.
Disraeli kétségtelenül egyike volt kora legérdekesebb alakjainak. Sem mint államférfiú, sem mint író nem tartozott a legelsőkhöz, ám alig volt az ő korában más, aki mind a két téren egyaránt annyira kivált volna. Sikereiben kitartásának, erős akaratának, jellemének volt legnagyobb része. Egy teljesen praktikus korszakban és nemzetben úgy lépett fel, mint a történeti ideálok előharcosa, aki tért akar nekik szerezni a modern élet nehéz, bonyodalmas küzdelmeiben. Egyénisége elég erős volt ahhoz, hogy a maga képe szerint alakítsa át a világ legbüszkébb, hagyományaihoz legjobban ragaszkodó pártját, és maradandó emléket biztosítson magának egy nagy nemzet történetében.

## Regényei
- Vivian Grey (1826)
- Popanilla (1828)
- The Young Duke (1831)
- Contarini Fleming (1832)
- Ixion in Heaven (1832/3)
- The Wondrous Tale of Alroy (1833)
- The Rise of Iskander (1833)
- The Infernal Marriage (1834)
- A Year at Hartlebury, or The Election (Sarah Disraelivel, 1834)
- Henrietta Temple (1837)
- Venetia (1837)
- Coningsby, or the New Generation (1844)
- Sybil, or The Two Nations (1845)
- Tancred, or the New Crusade (1847)
- Lothair (1870)
- Endymion (1880)
- Falconet (befejezetlen, 1881)

### Magyarul
- Coningsby vagy Az új nemzedék; ford. Bokor; Emich Ny., Pest, 1859
- Temple Henrika. Regény; ford. Deutsch D. József; Református Főtanoda Ny., Pápa, 1861
- Lothair. Regény, 1-2.; ford. Földy Geyza; Ráth, Pest, 1871
- Coningsby vagy Az új nemzedék, 1-2.; ford. Sugár Fábiusz; Révai, Bp., 1890
- David Alroy. Regény; ford. Németh Andor; Menorah, Bp., 1929 (Menorah-könyvek)
- A zsidó herceg. David Alroy; ford. Németh Andor, Kepets András, utószó Lichtmann Tamás; GLM Bt., Bp., 1998 (Híres zsidó regények)

## Képgaléria

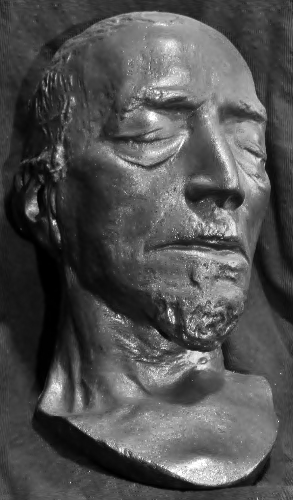
Disraeli halotti maszkja
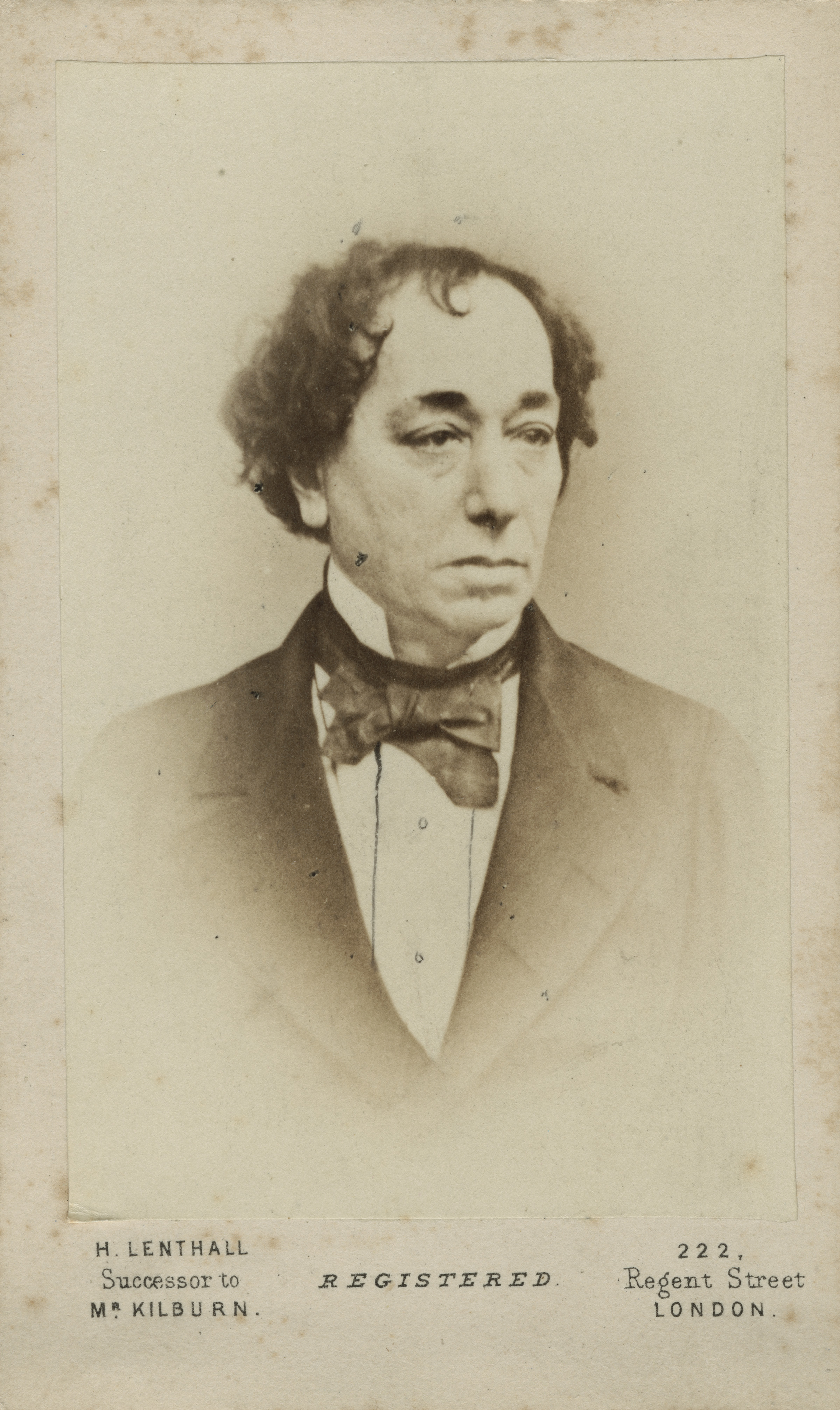
Benjamin Disraeli, H. Lenthall műve
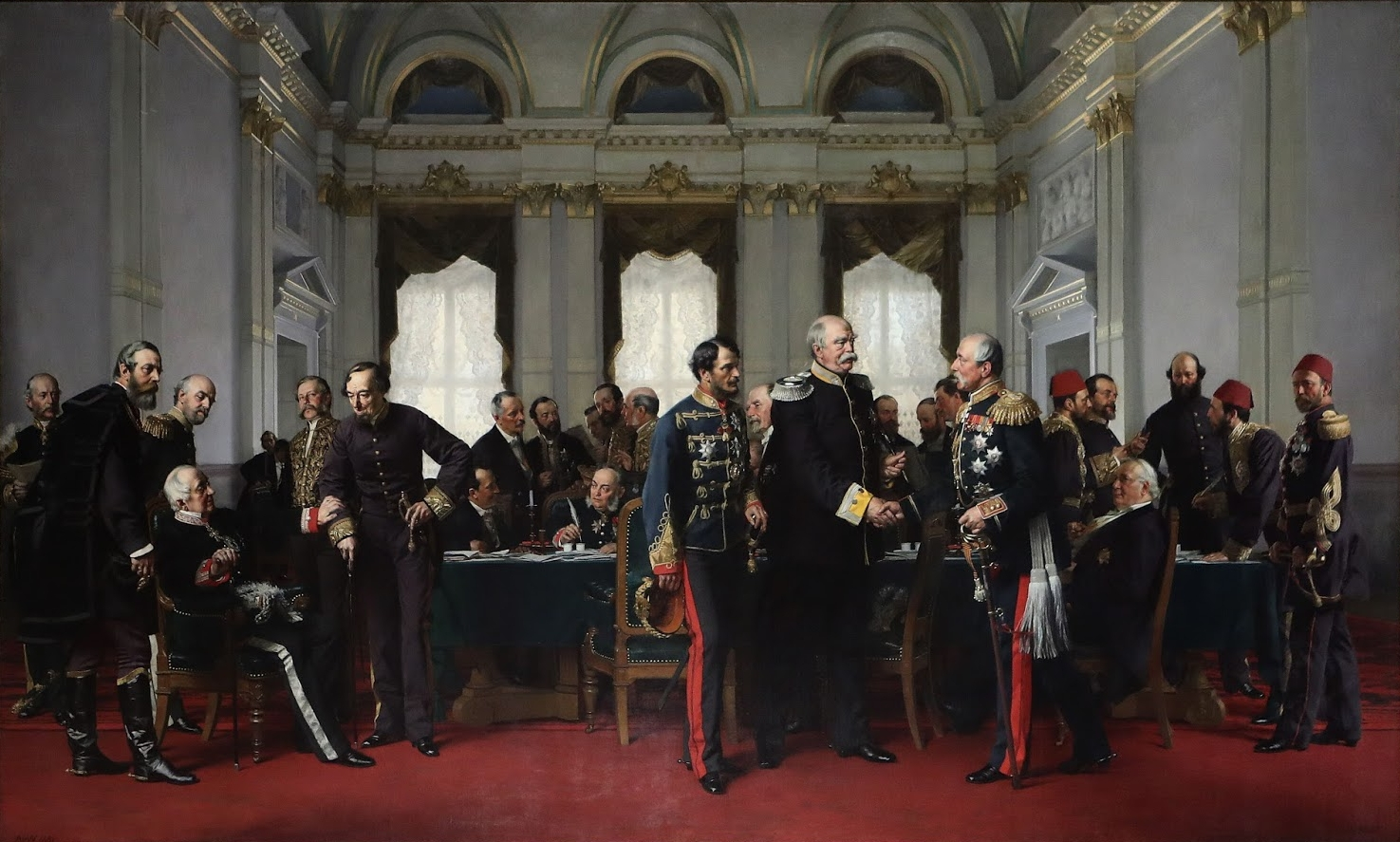
Disraeli a berlini kongresszuson
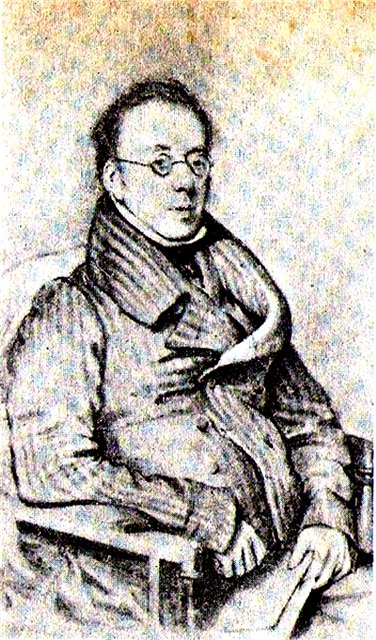
Isaac D'Israeli, Benjamin Disraeli apja